# Campeonato Ibero-americano de Atletismo

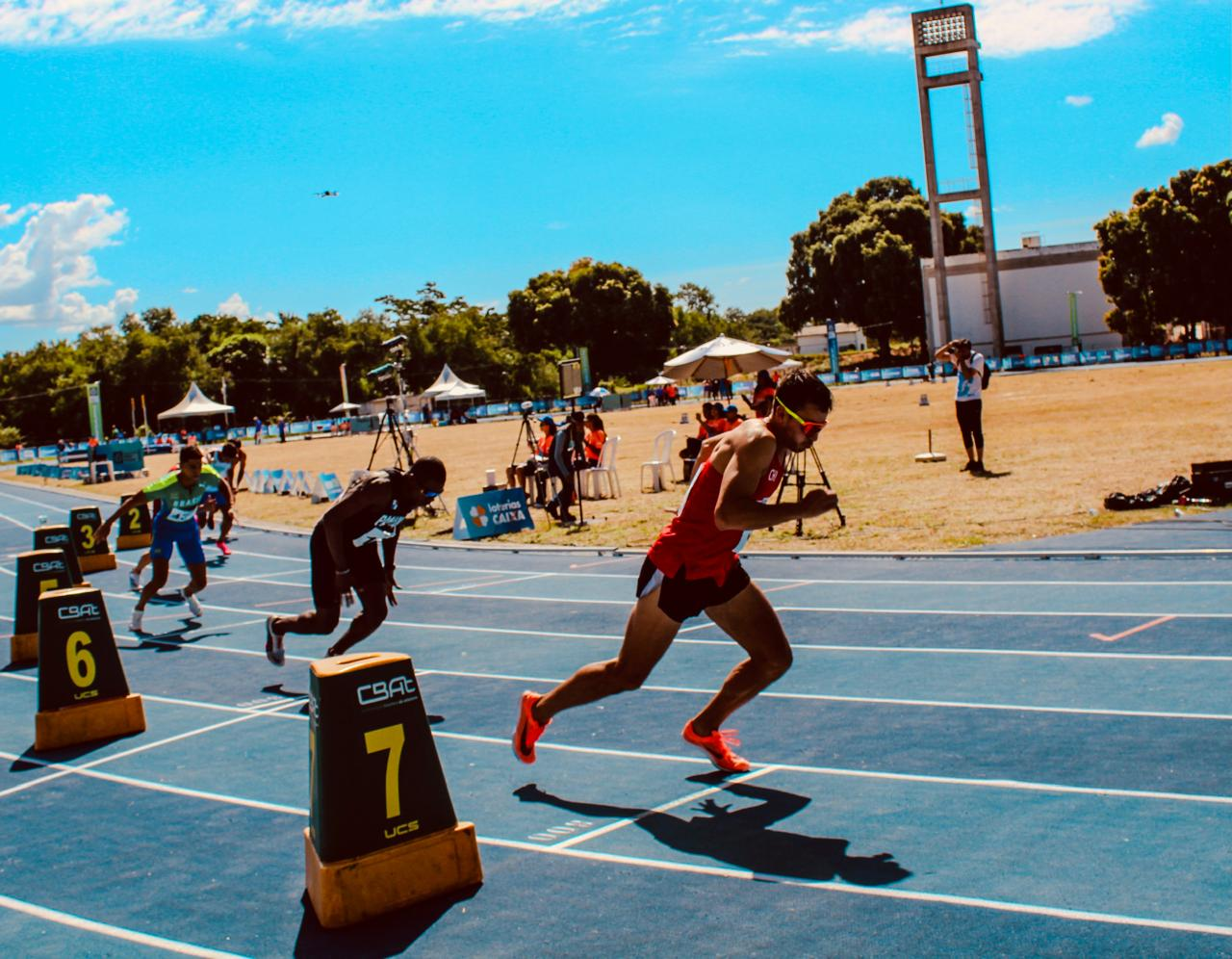
Campeonato Ibero-Americano de Atletismo, em Cuiabá, Mato Grosso. 2024

O Campeonato Ibero-americano de Atletismo é uma competição de atletismo em nível de seleções nacionais que se disputa a cada dois anos entre países ibero-americanos mais Andorra e dos países africanos onde a língua oficial é o espanhol ou o português. A competição é organizada pela Associação Ibero-americana de Atletismo (AIA).

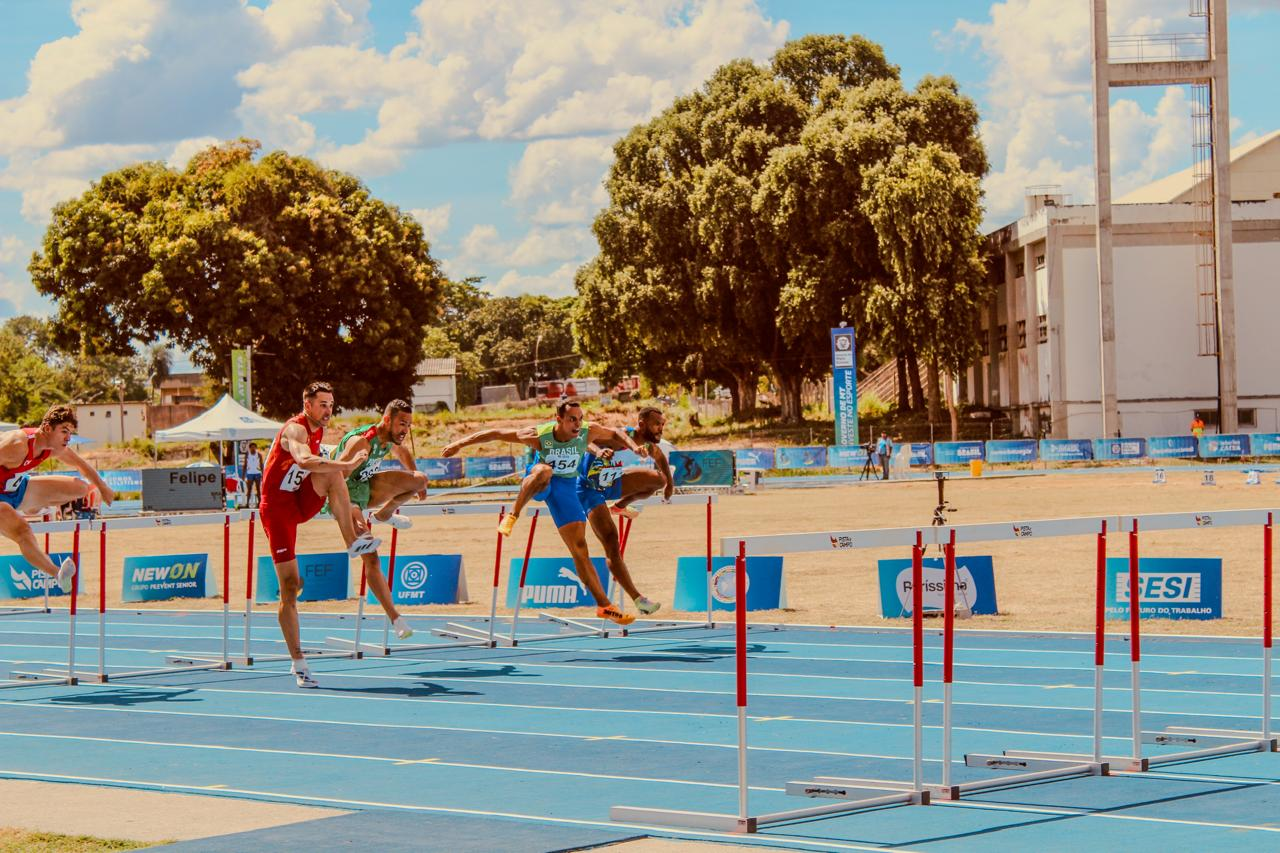

A ideia deste evento surgiu em 1982 quando a Associação Ibero-americana de Atletismo (AIA) se formou oficialmente em Madrid com 22 países como signatários. Depois da aprovação oficial por parte da Associação Internacional de Federações de Atletismo (IAAF), a AIA estabeleceu as normativas dos Campeonatos Ibero-americanos, cuja primeira edição teve lugar em Barcelona, Espanha, em 1983.

## Edições
| Edição | Ano  | Cidade              | País       | Data              | Estádio                                         | Países | Atletas | Competições |
| ------ | ---- | ------------------- | ---------- | ----------------- | ----------------------------------------------- | ------ | ------- | ----------- |
| I      | 1983 | Barcelona           | Espanha    | 23-25 de setembro | Estádio Municipal Joan Serrahima                | 18     | 143     | 37          |
| II     | 1986 | Havana              | Cuba       | 27-28 de setembro | Estádio Pedro Marrero                           | 19     | 220     | 36          |
| III    | 1988 | Ciudad de México    | México     | 22-24 de julho    | Estádio Olímpico Universitário                  | 19     | 371     |             |
| IV     | 1990 | Manaus              | Brasil     | 14-16 de setembro | Vila Olímpica                                   | 14     | 205     |             |
| V      | 1992 | Sevilha             | Espanha    | 17-19 de julho    | Estádio Olímpico de La Cartuja                  | 22     | 462     |             |
| VI     | 1994 | Mar del Plata       | Argentina  | 27-30 de outubro  | Estádio Municipal Teodoro Bronzini              | 20     | 346     |             |
| VII    | 1996 | Medellín            | Colômbia   | 29-30 de maio     | Estádio Alfonso Galvis Duque                    | 19     | 352     |             |
| VIII   | 1998 | Lisboa              | Portugal   | 17-19 de julho    | Estádio Universitário de Lisboa                 | 22     | 337     |             |
| IX     | 2000 | Rio de Janeiro      | Brasil     | 20-21 de maio     | Estádio Célio de Barros                         | 20     | 308     |             |
| X      | 2002 | Cidade da Guatemala | Guatemala  | 11-12 de maio     | Estádio Cementos Progreso                       | 23     | 353     |             |
| XI     | 2004 | Huelva              | Espanha    | 06–8 de agosto    | Estadio iberoamericano de atletismo de Huelva   | 27     | 430     | 44          |
| XII    | 2006 | Ponce               | Porto Rico | 26–28 de maio     | Estádio Francisco Montaner                      | 21     | 338     | 44          |
| XIII   | 2008 | Iquique             | Chile      | 13–15 de junho    | Estádio Tierra de Campeones                     | 19     | 322     | 44          |
| XIV    | 2010 | San Fernando        | Espanha    | 04–6 de junho     | Estádio Municipal Bahía Sur                     | 29     | 449     | 44          |
| XV     | 2012 | Barquisimeto        | Venezuela  | 08–10 de junho    | Polideportivo Máximo Viloria                    | 24     | 398     | 44          |
| XVI    | 2014 | São Paulo           | Brasil     | 01–3 de agosto    | Estádio Ícaro de Castro Melo                    | 22     | 294     | 44          |
| XVII   | 2016 | Rio de Janeiro      | Brasil     | 14–16 de maio     | Estádio Nilton Santos                           | 28     | 355     | 44          |
| XVIII  | 2018 | Lima                | Peru       | 24–26 de agosto   | Estádio Chan Chan                               | 18     | 354     | 44          |
| XIX    | 2020 | Bogotá              | Colômbia   |                   | Estadio de atletismo El Salitre                 |        |         | 44          |
| XX     | 2022 | Lima                | Peru       |                   | Estadio Atlético de la Villa Deportiva Nacional |        |         | 44          |

## Quadro de medalhas (1983-2014)
| Ordem | País                 | Medalha de ouro | Medalha de prata | Medalha de bronze | Total |
| ----- | -------------------- | --------------- | ---------------- | ----------------- | ----- |
| 1     | Brasil               | 169             | 170              | 153               | 492   |
| 2     | Cuba                 | 161             | 90               | 49                | 300   |
| 3     | Espanha              | 110             | 122              | 116               | 348   |
| 4     | Colômbia             | 51              | 48               | 57                | 156   |
| 5     | México               | 47              | 41               | 53                | 141   |
| 6     | Argentina            | 35              | 37               | 55                | 127   |
| 7     | Portugal             | 28              | 48               | 50                | 126   |
| 8     | Chile                | 21              | 25               | 30                | 76    |
| 9     | Equador              | 11              | 9                | 17                | 37    |
| 10    | Porto Rico           | 10              | 21               | 26                | 57    |
| 11    | Venezuela            | 10              | 20               | 23                | 53    |
| 12    | República Dominicana | 9               | 7                | 13                | 29    |
| 13    | Peru                 | 5               | 2                | 8                 | 15    |
| 14    | Uruguai              | 3               | 5                | 9                 | 17    |
| 15    | Panamá               | 2               | 2                |                   | 4     |
| 16    | Paraguai             | 1               | 4                | 5                 | 10    |
| 17    | Costa Rica           | 1               | 1                | 2                 | 4     |
| 18    | Bolívia              |                 | 5                | 3                 | 8     |
| 19    | Guatemala            |                 | 3                | 3                 | 6     |
| 20    | Honduras             |                 | 1                | 1                 | 2     |
| 21    | São Tomé e Príncipe  |                 | 1                |                   | 1     |
| 22    | Angola               |                 |                  | 1                 | 1     |
| 22    | Nicarágua            |                 |                  | 1                 | 1     |
| 22    | Moçambique           |                 |                  | 1                 | 1     |
| TOTAL | TOTAL                | 676             | 673              | 663               | 2 012 |